# Бальбоа, Сильвестре де
Сильвестре де Бальбо́а Троя Кесада (исп. Silvestre de Balboa Troya Quesada; 30 июня 1563 — между 1624 и 1644) — испанский (канарский) писатель, считающийся автором первого известного литературного памятника Кубы.

## Биография
О нём известно очень мало информации, среди которой — свидетельство о его крещении, датированное 30 июня 1563 года в Лас-Пальмас-де-Гран-Канария. Идальго, дворянин, отмечается, что он прибыл на Кубу между 1590 и 1600 годами.
Известно, что в 1604 году он находился в городе Мансанильо, но позже поселился в деревне Санта-Мария-дель-Пуэрто-дель-Принсипи (нынешняя провинция Камагуэй), где был утвержден на должность секретаря совета.
В найденном документе 1644 года упоминается получение завещания Каталины де ла Коба-и-Консуэгра «принчипеньей, вдовой». Отсюда делают вывод, что её муж Сильвестре де Бальбоа, скорее всего, умер в том же году (1644) или годом ранее (1643).

## Работа
Сочинение Сильвестра де Бальбоа 1608 года, эпико-героическая поэма «Зерцало терпения» («Espejo de paciencia»), осталось спрятанным и пережило пожар, опустошивший город в 1616 году. Труд нашёл в 1836 году Хосе Антонио Эчеверрия, обнаруживший его рукописи в плохом состоянии вперемежку с другими документами в архивах Патриотического общества Гаваны. Произведение публиковалось без каких-либо изменений оригинала, хотя и фрагментарно, в течение двух лет после его обнаружения в 1838 году в газете «Эль Плантель». А вскоре после этого поэма впервые была опубликована полностью во втором издании «Кубинской библиографии XVII—XVIII веков» (Bibliografía cubana de los siglos. XVII и XVIII).
«Зерцало терпения» считается первым литературным произведением на Кубе. В основе сюжета поэмы лежит исторически достоверный факт — пленение епископа острова Куба дона Хуана де лас Кабесаса Альтамирано французским капером Хильберто Хироном в 1604 году в порту Мансанильо и его последующее освобождение жителями деревни во главе с Грегорио Рамосом, а также то, что пират пал от руки раба Сальвадора Голомона.
Бальбоа имел довольно солидное литературное образование, и в его работах видно влияние канарских поэтов Бартоломе Кайраско де Фигероа и Антонио де Виана. В поэме также отразилась социальная и политическая жизнь Кубы начала XVII века.